# Olympische Jugend-Sommerspiele 2018/Teilnehmer (Guyana)
| Gelbes Symbol für Goldmedaillen mit stilisierten Olympischen Ringen | Graues Symbol für Silbermedaillen mit stilisierten Olympischen Ringen | Braundes Symbol für Bronzemedaillen mit stilisierten Olympischen Ringen |
| ------------------------------------------------------------------- | --------------------------------------------------------------------- | ----------------------------------------------------------------------- |
| —                                                                   | —                                                                     | —                                                                       |

Die Jugend-Olympiamannschaft aus Guyana für die III. Olympischen Jugend-Sommerspiele vom 6. bis 18. Oktober 2018 in Buenos Aires (Argentinien) bestand aus vier Athleten.

## Athleten nach Sportarten

### Leichtathletik
Mädchen
- Kenisha Phillips
200 m: 8. Platz
- Deshana Skeete
400 m: 11. Platz

### Schwimmen
| Mädchen - Jadyn George 50 m Freistil: 37. Platz 100 m Freistil: 44. Platz | Jungen - Daniel Scott 200 m Freistil: 36. Platz 50 m Brust: 32. Platz |